# 达尼耶拉·伦德奎斯特
达尼耶拉·伦德奎斯特（瑞典語：Danijela Rundqvist，1984年9月26日—），瑞典女子冰球运动员。她曾代表瑞典参加2002年、2006年和2010年冬季奥林匹克运动会冰球比赛，获得一枚银牌和一枚铜牌。